# Nanako Matsushima
Nanako Matsushima (Japans: 松嶋 菜々子, Matsushima Nanako) (Yokohama, 13 oktober 1973) is een Japanse actrice en model.
In 1996 kreeg ze na een auditie een rol in de serie Himawari. Omdat deze op een populaire Japanse zender werd uitgezonden, werd ze populair en was vanaf 1997 bijna overal in te zien: Japanse dramas, films, reclames, enzovoort.

Haar eerste film die ook internationaal werd uitgebracht is de horrorfilm Ringu uit 1998. Deze werd in 2002 in de Verenigde Staten verfilmd. In 1999 kwam Ringu 2 uit. Nog een bekende film van haar is Whiteout (2000).

Tijdens de opnamen van de serie Great Teacher Onizuka in 1999, leerde ze acteur Takashi Sorimachi kennen. Ze trouwden in februari 2001. Ze hebben samen een dochtertje.
- Bibliothèque nationale de France: cb14065912n (data)
- Gemeinsame Normdatei: 1049512693
- International Standard Name Identifier: 0000 0003 5687 6004
- Library of Congress Control Number: no2015131788
- Nationale Bibliotheek van Tsjechië: xx0175477
- Nationale Bibliotheek van Polen: a0000002394234
- Système universitaire de documentation: 074487590
- Virtual International Authority File: 191683549
- WorldCat: E39PBJcwxKMjjG3Mrq93YTgh73